# Dihammaphora vittatithorax
Dihammaphora vittatithorax es una especie de escarabajo en la familia Cerambycidae. Gounelle describió la especie en 1911.